# Johanniterkommende Münchenbuchsee

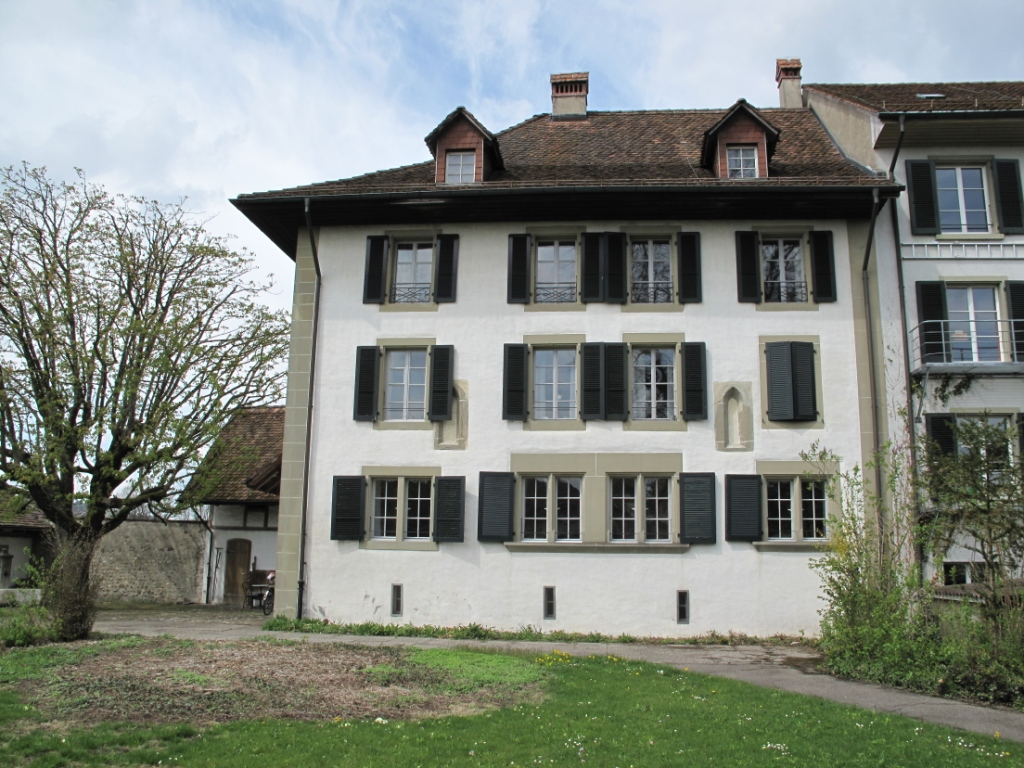
Münchenbuchsee, Komturhaus (heute Pfarrhaus).

Die Kommende Münchenbuchsee in der Gemeinde Münchenbuchsee im Kanton Bern war 1180–1528/29 die älteste Kommende des Johanniterordens in der Schweiz. In der internen Verwaltungsordnung des Johanniterordens gehörte Münchenbuchsee zum Grosspriorat Deutschland.

## Geschichte
1180 stiftete der kinderlose Cuno von Buchsee mit Zustimmung seiner Frau Berta von Frohburg und seinem Miterben Heinrich von Buchsee dem Orden Sankt Johannis vom Spital zu Jerusalem die Dörfer Münchenbuchsee samt seinem Stammsitz, Wankdorf und Worblaufen sowie Rebberge in Nugerol und Montigel zur Errichtung eines Spitals. Die Stiftung wurde 1192 durch Papst Alexander III. bestätigt. Adelige und Notable der Stadt Bern vermachten dem Spital darauf weitere Güter. Im Jahr 1241 etwa schenkte der bernische Schultheiss Peter von Bubenberg Güter zu Wiler, Dürrenberg, Zinslisberg, Murzelen und Möriswil. Die Spitalstiftung wurde 1256 in eine Johanniterkommende umgewandelt. 1329 wurde diese ins bernische Burgrecht aufgenommen. Während der Reformation
übergab der letzte Komtur Peter von Englisberg die Kommende der Stadt Bern und erhielt stattdessen das Schloss Bremgarten als Wohnsitz. Die Vögte der Stadt Bern bezogen darauf die Kommende als Amtshaus.
Die als Freibezirk ummauerte Kommende umfasste die Burg Buchsee, einen Komtureitrakt mit Konventhaus und Komturhaus sowie eine Kirche. Dazu kamen ein Gästehaus und Ökonomiegebäude. Nach der Säkularisation wurde das Komturhaus zum Pfarrhaus, das Konventshaus zum Kornmagazin und die übrigen Gebäude dienten der Landvogtei. Im 17. Jahrhundert wurde anstelle der Burg ein neues Landvogteischloss (Schloss Münchenbuchsee) errichtet. Im 19. Jh. dienten Teile der Kommende als Schule. 

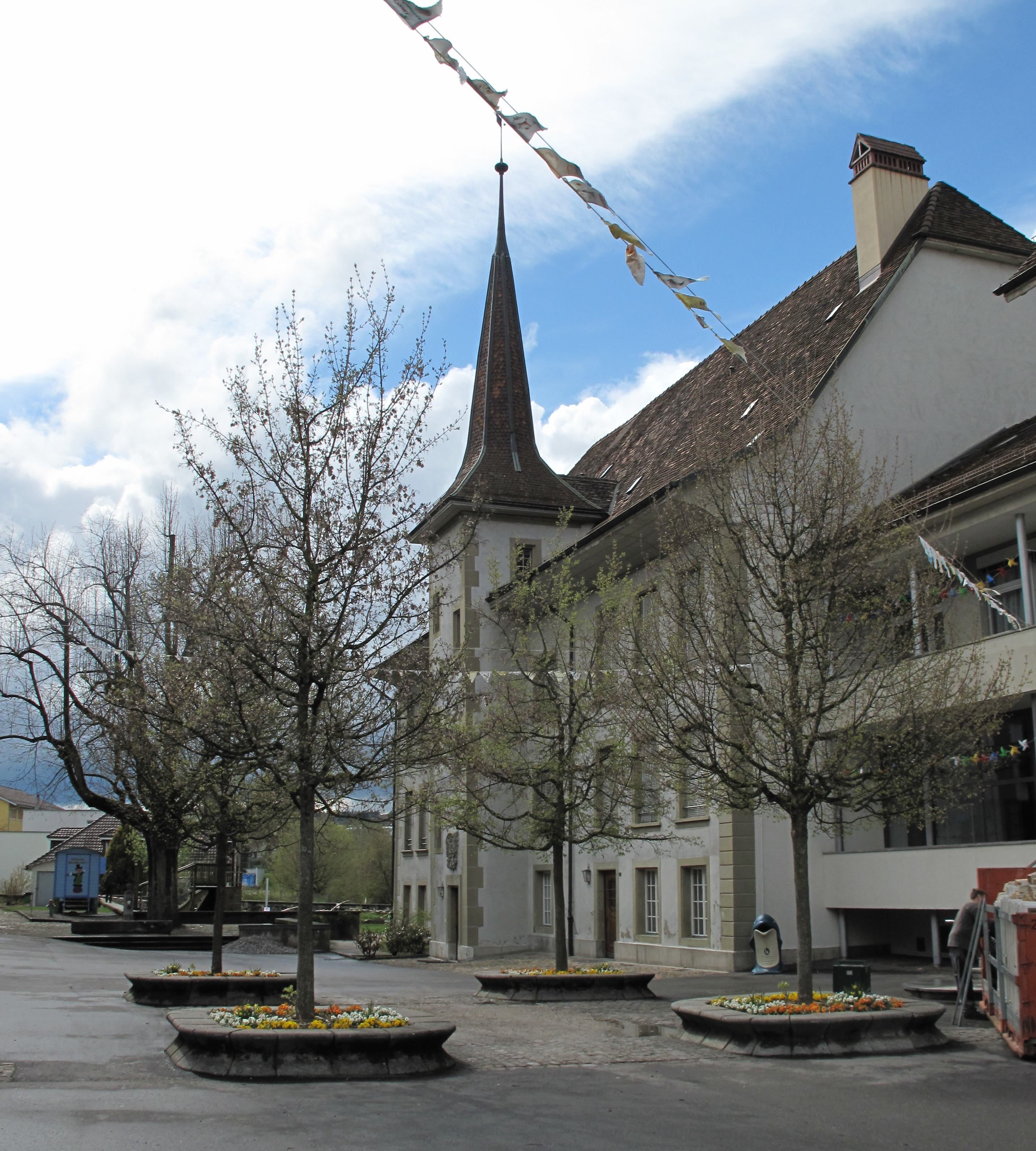
Schloss Münchenbuchsee

Als Heinrich Pestalozzi 1804 im Zuge der neuen Mediationsverfassung das Schloss Burgdorf mit seinem pädagogischen Institut räumen musste, da dieses vom neuen Berner Oberamtmann beansprucht wurde, wies ihm der Kanton Bern als neue Unterkunft für sein Institut das Schloss in der Kommende Münchenbuchsee zu. Gleichzeitig vereinigte Pestalozzi seine Institution organisatorisch mit der Erziehungsanstalt des Berner Patriziers Philipp Emanuel von Fellenberg, der im nahen Hofwil eine «pädagogische Provinz» (Goethe) aufgebaut hatte. Fellenberg und Pestalozzi hatten aber in vielerlei Hinsicht divergierende Vorstellungen, weshalb sie sich sehr bald überwarfen und sich Pestalozzi zurückzog, um in der Waadt (Yverdon) neu zu beginnen. Aber auch Pestalozzis Lehrer, die mit den Kindern in Münchenbuchsee geblieben waren, gerieten in Konflikt mit Fellenberg, weshalb sie im Herbst 1804 mit den Kindern Münchenbuchsee wieder verliessen und sich Pestalozzi in Yverdon anschlossen. 
1833 bis 1884 betrieb der Kanton Bern in der Kommende ein Lehrerseminar, ab 1890 eine Knaben-Taubstummenanstalt, die bis heute als Pädagogisches Zentrum für Hören und Sprache Münchenbuchsee (HSM, vormals Kantonale Sprachheilschule) «im Johanniterkloster» besteht.

## Liste der Komturen
| - Heinricus, 1237 - Heinrich von Toggenburg, 1254–1257 - Heinrich Piscator, 1257–1262 - Peter von Hochdorf, 1264 - Degenhard, 1267, 1297 - Hoeyer, 1279 - Burkart von Lubistorf, 1281–1284 - Heinrich von Leonegg, 1285–1292 - Burkard von Schwanden, 1298–1308 - Kuno von Falkenstein, 1310 - Heinrich von Rümligen, 1310 - Erbo von Rumersheim, 1312 | - Hugo von Diessenhofen, 1316–1323 - Berchtold Viztum, 1323–1324 - Hugo von Offenburg, 1331–1339 - Peter von Kienberg, 1340–1349 - Konrad von Lindnach, 1350–1362 - Dietrich von Keppenbach, 1363–1364 - Egidius von Keppenbach, 1375, 1391 - Markwart von Büttikon, 1382 - Stephan Guttuerer, 1386 - Hesso Schlegelholz, 1387 - Johannes von Ow, 1396–1407 - Konrad von Gengenbach, 1420–1421 | - Hugo von Montfort, 1427 - Egidius Wolf, 1439–1446 - Johannes von Ow, 1449–1481 - Jakob von Ryffenberg, 1482–1486 - Albrecht von Nüneck, 1488–1496 - Peter Stolz, 1498–1503 - Peter von Englisberg, 1505–1529 |